# Waustelle – Alle Pfoten packen an
Waustelle – Alle Pfoten packen an (Originaltitel: Pupstruction) ist eine US-amerikanisch-italienische Animationsserie, die seit 2023 produziert wird.

## Handlung
Die vier Welpen Phinny, Roxy, Luna und Tank sind echte „Wauarbeiter“. Gemeinsam errichten sie die tollsten Bauwerke in ihrer Heimatstadt Petsburg. Doch nicht immer sind die Projekte einfach und vor allem die von Bobby Boots geleitete Baufirma „Lickety Split“ stellt das Team oft vor Herausforderungen.

## Figuren
Phinny: Der Corgi-Welpe ist der Leiter vom Waustelle-Team. Er ist sehr innovativ, ehrgeizig und beweist, dass es für große Ideen und Träume keiner großen Pfoten bedarf.
Roxy: Roxy ist ein tatkräftiger Rottweiler und ebenso ehrgeizig wie Phinny. Sie benutzt Räder als Hinterbeine. Obwohl die Bedeutung von Barrierefreiheit und Inklusion in mehreren Folgen thematisiert wird, definiert sich Roxy nicht über ihre Behinderung. Sie ist ein Teil des Teams, ebenso wie die anderen Welpen.
Luna: Luna wird als spontan-komischer Schäferhund beschrieben.
Tank: Tank ist ein liebenswerter Mastiff-Welpe, der sich eine große Vorliebe für Snacks mit dem Ideengeber der Serie (Travis Braun) teilt.

## Produktion und Veröffentlichung
Die Serie ist eine Koproduktion der Unternehmen Disney Branded Television, Disney Junior und Titmouse, nach einer Idee von Travis Braun. Bislang entstanden 44 Episoden in zwei Staffeln, vorwiegend unter der Regie von Winnie Chaffee. An der musikalischen Gestaltung beteiligten sich die Komponisten Greg Nicolett, Matthew Patrick Davis und Rob Cantor. Die Komposition der Lieder zur Serie, inklusive des Titelsongs, unterlag dabei Cantor.
Die Television Critics Association kündigte, im Rahmen der Winter-Pressetour 2024 in Pasadena (Kalifornien), offiziell eine dritte Staffel an.
Am 14. Juni 2023 feierte Waustelle – Alle Pfoten packen an seine US-Premiere bei Disney Junior und Disney+. In Deutschland wurde die erste Episode („Bereit, um zu bauen“) zunächst bei YouTube veröffentlicht. Die deutsche TV-Premiere folgte am 8. April 2024 beim Disney Channel.

## Synchronisation
Die deutsche Synchronfassung entstand bei der Iyuno-SDI Group Germany GmbH in München, unter der Dialogregie von Anna Ewelina und Nina Kapust. Das Dialogbuch verfasste Ewelina zusammen mit Ralf Vornberger, welcher in der Vorlage für die Liedtexte verantwortlich war. Heiko Gigner übernahm die musikalische Leitung für das Projekt.
| Rolle                   | Originalsprecher    | Deutscher Sprecher      |
| ----------------------- | ------------------- | ----------------------- |
| Phinny (Sprache)        | Yonas Kibreab       | Jonathan Joèl Albrecht  |
| Phinny (Gesang)         | Yonas Kibreab       | Valentin Stilu          |
| Roxy                    | Kate Ferguson       | Friederike Sipp         |
| Luna                    | Mica Zeltzer        | Kerstin Julia Dietrich  |
| Tank                    | Carson Minniear     | Maximilian Belle        |
| Bailey                  | Alessandra Perez    | Lara Wurmer             |
| Bobby                   | Bobby Moynihan      | Sebastian Winkler       |
| Bürgermeisterin Gilmore | Yvette Nicole Brown | Pola Jane O'Mara        |
| Lloyd                   | Eric Bauza          | Martin Kuupa            |
| Maya                    | Grey Griffin        | Tatjana Pokorny         |
| Mrs. Bubbleblub         | Kaitlyn Robrock     | Anja Taborsky           |
| Niki                    | Amari McCoy         | Julia Gruber            |
| Sniff                   | Eric Bauza          | Dustin Peters           |
| Tony                    | –                   | Helena Weckmann-Pokorny |

## Episodenliste
| Nummer (gesamt) | Nummer (gesamt) | Nummer (Staffel) | Nummer (Staffel) | Deutscher Titel                    | Deutsche TV-Premiere (Disney Channel) | Originaltitel                | US-TV-Premiere (Disney Junior) |
| --------------- | --------------- | ---------------- | ---------------- | ---------------------------------- | ------------------------------------- | ---------------------------- | ------------------------------ |
| 1               | a               | 1                | a                | Bereit, um zu bauen                | 8. April 2024                         | Built To Build               | 14. Juni 2023                  |
| 1               | b               | 1                | b                | Erst zerstören, dann bauen         | 8. April 2024                         | Pup DE-Struction             | 14. Juni 2023                  |
| 2               | a               | 2                | a                | Ein Haus für die Welpen            | 9. April 2024                         | Hush Puppies                 | 14. Juni 2023                  |
| 2               | b               | 2                | b                | Der Sandburgen-Wettbewerb          | 9. April 2024                         | Beach Day Build-Off          | 14. Juni 2023                  |
| 3               | a               | 3                | a                | Baileys Geburtstagsachterbahn      | 10. April 2024                        | Bailey’s Birthday Coaster    | 15. Juni 2023                  |
| 3               | b               | 3                | b                | Hundemüde                          | 10. April 2024                        | Doggone Tired                | 15. Juni 2023                  |
| 4               | a               | 4                | a                | Schnell und flauschig              | 11. April 2024                        | Fast And Furriest            | 16. Juni 2023                  |
| 4               | b               | 4                | b                | Luna gräbt gern                    | 11. April 2024                        | Luna Digs Deep               | 16. Juni 2023                  |
| 5               | a               | 5                | a                | Baily und der Arztbesuch           | 12. April 2024                        | Bailey And The Doggy Doctor  | 23. Juni 2023                  |
| 5               | b               | 5                | b                | Hund für einen Tag                 | 12. April 2024                        | Dog For A Day                | 23. Juni 2023                  |
| 6               | a               | 6                | a                | Baileys Abriss-Abenteuer           | 13. April 2024                        | Adventures In Bulldozing     | 30. Juni 2023                  |
| 6               | b               | 6                | b                | Sicherheit geht vor!               | 13. April 2024                        | Safe And Hound               | 30. Juni 2023                  |
| 7               | a               | 7                | a                | Stink-Alarm im Wau-Quartier!       | 16. April 2024                        | Home Stinky Home             | 7. Juli 2023                   |
| 7               | b               | 7                | b                | Omas alter Kipplader               | 16. April 2024                        | Dump Truck Dilemma           | 7. Juli 2023                   |
| 8               | a               | 8                | a                | Kuchen bauen                       | 17. April 2024                        | Builders To Bakers           | 14. Juli 2023                  |
| 8               | b               | 8                | b                | Die rollende Feuerwache            | 17. April 2024                        | Fire Truck Frenzy            | 14. Juli 2023                  |
| 9               | a               | 9                | a                | Robo-Katze                         | 18. April 2024                        | Robo Cat                     | 21. Juli 2023                  |
| 9               | b               | 9                | b                | Die Unterwasser-Waustelle          | 18. April 2024                        | Underwater Pups              | 21. Juli 2023                  |
| 10              | a               | 10               | a                | Der Wunschknochen-Komet            | 22. April 2024                        | The Wishbone Comet           | 28. Juli 2023                  |
| 10              | b               | 10               | b                | Das niemals-fertige Baumhaus       | 22. April 2024                        | The Never Ending Treehouse   | 28. Juli 2023                  |
| 11              | a               | 11               | a                | Professor Frazzle                  | 23. April 2024                        | Professor Frazzle            | 4. August 2023                 |
| 11              | b               | 11               | b                | Ein mürrischer Nachbar             | 23. April 2024                        | A Crabby Neighbor            | 4. August 2023                 |
| 12              | a               | 12               | a                | Lunas haariges Problem             | 2. September 2024                     | Luna’s Bad Hair Day          | 18. August 2023                |
| 12              | b               | 12               | b                | Mayas fröhlicher Muttertag         | 2. September 2024                     | Happy Maya’s Day             | 18. August 2023                |
| 13              | a               | 13               | a                | Das besondere Parkhaus             | 3. September 2024                     | Amusement Park-ing           | 22. September 2023             |
| 13              | b               | 13               | b                | Der Dinohund-Fund                  | 3. September 2024                     | The Dino Dog Dig             | 22. September 2023             |
| 14              | a               | 14               | a                | Fröhliches Heuloween!              | 19. April 2024                        | Happy Howl-o-ween            | 27. September 2023             |
| 14              | b               | 14               | b                | Das Haus des Heulens               | 19. April 2024                        | The House Of Howls           | 27. September 2023             |
| 15              | a               | 15               | a                | Das Gilmore-Mobil                  | 4. September 2024                     | The Mayor Mover              | 13. Oktober 2023               |
| 15              | b               | 15               | b                | Bobbys Ballon-Blamage              | 4. September 2024                     | Bobby’s Balloon Blunder      | 13. Oktober 2023               |
| 16              | a               | 16               | a                | Eine Scheune für die Ameisen       | 5. September 2024                     | Itty Bitty Barn Build        | 3. November 2023               |
| 16              | b               | 16               | b                | Ein bunter Auftrag                 | 5. September 2024                     | A Colorful Job               | 3. November 2023               |
| 17              | a               | 17               | a                | Die Wauarbeiter retten Weihnachten | 6. September 2024                     | Pupstruction Saves Christmas | 27. November 2023              |
| 17              | b               | 17               | b                | Die Waustelle auf dem Eis          | 6. September 2024                     | Pups On Ice                  | 27. November 2023              |
| 18              | a               | 18               | a                | Der sonnigste Schneetag            | 24. April 2024                        | Sunniest Snow Day            | 8. Dezember 2023               |
| 18              | b               | 18               | b                | Wenn Welpen fliegen                | 24. April 2024                        | When Pups Fly                | 8. Dezember 2023               |
| 19              | a               | 19               | a                | Die Valentinstags-Post             | 9. September 2024                     | Valentine’s Day Dogs         | 12. Januar 2024                |
| 19              | b               | 19               | b                | Stromausfall in Petsburg           | 9. September 2024                     | The Petsburg Power-Out       | 12. Januar 2024                |
| 20              | a               | 20               | a                | Die Riesenpizza                    | 10. September 2024                    | Pizza-struction              | 2. Februar 2024                |
| 20              | b               | 20               | b                | Kleine Baumeister                  | 10. September 2024                    | Baby Builders                | 2. Februar 2024                |
| 21              | a               | 21               | a                | Eine leuchtende Idee               | 11. September 2024                    | A Bright Idea                | 1. März 2024                   |
| 21              | b               | 21               | b                | Der freundlichste Frosch           | 11. September 2024                    | The Friendliest Frog         | 1. März 2024                   |
| 22              | a               | 22               | a                | Welpenprinzessin                   | 12. September 2024                    | Pup Princess                 | 5. April 2024                  |
| 22              | b               | 22               | b                | Der neue Müllwagen                 | 12. September 2024                    | Trash Truck Pups             | 5. April 2024                  |
| 23              | a               | 23               | a                | Die Piratenparty                   | 13. September 2024                    | Pirate Party                 | 3. Mai 2024                    |
| 23              | b               | 23               | b                | Der wandelbare Spielplatz          | 13. September 2024                    | A Playful Playground         | 3. Mai 2024                    |
| 24              | a               | 24               | a                | Bürgermeister für einen Tag        | 16. September 2024                    | Mayor Boots                  | 31. Mai 2024                   |
| 24              | b               | 24               | b                | Die Waschanlage                    | 16. September 2024                    | Good Clean Race              | 31. Mai 2024                   |
| 25              | 25              | 25               | 25               | Das Petsburg-Musikfestival         | 17. September 2024                    | The Petsburg Music Festival  | 17. Juli 2024                  |

| Nummer (gesamt) | Nummer (gesamt) | Nummer (Staffel) | Nummer (Staffel) | Deutscher Titel                         | Deutschsprachige Erstausstrahlung (Disney Channel) | Originaltitel                 | Erstausstrahlung USA (Disney Junior) |
| --------------- | --------------- | ---------------- | ---------------- | --------------------------------------- | -------------------------------------------------- | ----------------------------- | ------------------------------------ |
| 26              | a               | 1                | a                | Bürgermeisterin im Anflug               | 27. Januar 2025                                    | Saving Air Fish One           | 14. Oktober 2024                     |
| 26              | b               | 1                | b                | Ein Bus für alle                        | 27. Januar 2025                                    | Every Bunny On The Bus        | 14. Oktober 2024                     |
| 27              | a               | 2                | a                | Die blitzsaubere Auto-Show              | 28. Januar 2025                                    | The Petsburg Car Show         | 14. Oktober 2024                     |
| 27              | b               | 2                | b                | Die Waustelle geht zelten               | 28. Januar 2025                                    | Pupstruction Camps Out        | 14. Oktober 2024                     |
| 28              | a               | 3                | a                | Der Käsenotfall                         | 29. Januar 2025                                    | Cheesestruction               | 15. Oktober 2024                     |
| 28              | b               | 3                | b                | Das Schiff, das sich nicht bewegen will | 29. Januar 2025                                    | The Boat That Won’t Budge     | 15. Oktober 2024                     |
| 29              | a               | 4                | a                | Die Weltraumausstellung                 | 30. Januar 2025                                    | Astro-Pups                    | 16. Oktober 2024                     |
| 29              | b               | 4                | b                | Zwillingshäuser                         | 30. Januar 2025                                    | Twin Homes                    | 16. Oktober 2024                     |
| 30              | a               | 5                | a                | Der lustigste Hund von Petsburg         | 31. Januar 2025                                    | The Funniest Pup In Petsburg  | 17. Oktober 2024                     |
| 30              | b               | 5                | b                | Ein Bettchen für Dudley                 | 31. Januar 2025                                    | Beddy-Bye Build               | 17. Oktober 2024                     |
| 31              | a               | 6                | a                | Der Petsburg-Express                    | 3. Februar 2025                                    | The Petsburg Express          | 25. Oktober 2024                     |
| 31              | b               | 6                | b                | Das perrrfekte Hotel                    | 3. Februar 2025                                    | The Purrfect Hotel            | 25. Oktober 2024                     |
| 32              | a               | 7                | a                | –                                       | –                                                  | Petsgiving At PawPaw’s        | 1. November 2024                     |
| 32              | b               | 7                | b                | –                                       | –                                                  | Chilly Dogs                   | 1. November 2024                     |
| 33              | a               | 8                | a                | Murphys Haus                            | 4. Februar 2025                                    | Murphy’s Paw                  | 8. November 2024                     |
| 33              | b               | 8                | b                | Die Waustelle rettet den Damm           | 4. Februar 2025                                    | Pupstruction Saves The Dam    | 8. November 2024                     |
| 34              | a               | 9                | a                | Einsatz mit der Küstenwache             | 5. Februar 2025                                    | Coast Guard Pups              | 15. November 2024                    |
| 34              | b               | 9                | b                | Ein Zuhause für das Baby                | 5. Februar 2025                                    | The Big Baby Build            | 15. November 2024                    |
| 35              | a               | 10               | a                | –                                       | –                                                  | A Very Merry Christmas Tree   | 5. Dezember 2024                     |
| 35              | b               | 10               | b                | –                                       | –                                                  | Mountain Dogs                 | 5. Dezember 2024                     |
| 36              | a               | 11               | a                | Eine sichere Bank                       | 6. Februar 2025                                    | The Piggy Bank                | 20. Dezember 2024                    |
| 36              | b               | 11               | b                | Ein magisches Talent                    | 6. Februar 2025                                    | Magical Mischief              | 20. Dezember 2024                    |
| 37              | a               | 12               | a                | –                                       | –                                                  | Construction Cowpups          | 17. Januar 2025                      |
| 37              | b               | 12               | b                | –                                       | –                                                  | Foggy Doggies                 | 17. Januar 2025                      |
| 38              | a               | 13               | a                | –                                       | –                                                  | The Feel Better Mobile        | 24. Januar 2025                      |
| 38              | b               | 13               | b                | –                                       | –                                                  | Roxy’s Birthday Bash          | 24. Januar 2025                      |
| 39              | a               | 14               | a                | –                                       | –                                                  | Crably’s Island               | 12. Februar 2025                     |
| 39              | b               | 14               | b                | –                                       | –                                                  | The Petsburg Volcano          | 12. Februar 2025                     |
| 40              | a               | 15               | a                | –                                       | –                                                  | Luna And The Wishing Stone    | 21. Februar 2025                     |
| 40              | b               | 15               | b                | –                                       | –                                                  | The Search For Catlantis      | 21. Februar 2025                     |
| 41              | a               | 16               | a                | –                                       | –                                                  | The Egg-cellent Egg Hunt      | 21. März 2025                        |
| 41              | b               | 16               | b                | –                                       | –                                                  | Adventure On Pupcake Mountain | 21. März 2025                        |
| 42              | a               | 17               | a                | –                                       | –                                                  | A Newsworthy Build            | 28. März 2025                        |
| 42              | b               | 17               | b                | –                                       | –                                                  | Webigial’s Web                | 28. März 2025                        |
| 43              | a               | 18               | a                | –                                       | –                                                  | A Tree-mendous Build          | 11. April 2025                       |
| 43              | b               | 18               | b                | –                                       | –                                                  | Cave Pups                     | 11. April 2025                       |
| 44              | a               | 19               | a                | –                                       | –                                                  | Built For Speed               | 9. Mai 2025                          |
| 44              | b               | 19               | b                | –                                       | –                                                  | The Great Bridge Battle       | 9. Mai 2025                          |

## Rezensionen
Bei den Rotten Tomatoes erhielt die Serie überwiegend positive Bewertungen. Rund 86 Prozent der Nutzer bewerteten Waustelle – Alle Pfoten packen an mit 3,5 Sternen und höher.